# 劉贊 (明朝)
劉贊（15世紀—16世紀），字誠夫，直隸寧國府宣城縣人，明朝政治人物。

## 生平
劉贊是正德二年（1507年）丁卯科應天鄉試第七十八名舉人，十五年（1520年）授肥城知縣，將為害地方的惡人正法，豪強因此斂迹，又創建書院振興士氣，因父母去世回鄉，肥城父老都哭著送別，服闕後補任黃巖知縣，執法公正不阿，人稱「劉硬頭」，後被流言中傷調為成都通判，臨行時人民哭啼不止，有「赤子泣別碑」紀念。

## 引用
1. 1 2  光緒《宣城縣志·卷十五·人物》：劉贊，字誠夫，領正德丁卯鄉薦，知山東肥城縣著清節，蝗不入境，以艱歸，父老泣送，服闕補浙江黃巖，邑中豪貴收責多不法，贊執正不阿，中蜚語移判成都，行之日民悲啼，勒石道傍云「劉侯與赤子泣別處」，詳王南渠《名宦錄》。 《江南通志》
2. ↑  光緒《肥城縣志·卷七·職官》：劉贊 以舉人為邑令，邑有巨惡為民害，贊至置諸法，由是豪強斂迹，創建書院振興士氣，任久化洽，風俗為之一變。
3. ↑  光緒《黃巖縣志·卷十一·職官志二》：劉贊，宣城人，嘉靖八年以舉人知縣事，廉勤剛正，秉法不阿，豪右為之屏息，人稱「劉硬頭」，陞成都府通判，民攀轅不忍釋，有「赤子泣別碑」。 省府志、舊志